# Kisaura yangae
Kisaura yangae là một loài Trichoptera trong họ Philopotamidae. Chúng phân bố ở miền Cổ bắc.